# Júlio de Andrade
Júlio de Andrade Filho (Birigui, São Paulo13 de fevereiro de 1953) é um roteirista e editor de quadrinhos brasileiro, nascido em . Trabalhou na Editora Abril com os personagens Disney por muitos anos.
Escreveu mais de 300 histórias, publicadas no Brasil e no exterior, por editoras licenciadas pela Disney na Europa e nos Estados Unidos. 
Roteirista, tradutor e editor, começou fazendo quadrinhos Disney na Editora Abril, como “Pato Donald”, “Zorro” e outros, ainda como freelancer, entrando depois na Escolinha Disney da Editora Abril em meados de 1973, concebida para formar artistas capazes de suprir as necessidades de material para as revistas publicadas na casa e, eventualmente, ter esse material exportado para outras editoras.
Foi o criador da primeira história do Peninha publicada no Brasil, "Que Peninha", publicada na revista "O Pato Donald" nº 1078.
Depois de passar pelas funções de redator e editor, foi promovido a Diretor de Redação em 1986, e mais tarde, como Diretor Editorial. Nesses cargos, criou inúmeras publicações de grande sucesso, como "Álbuns Disney", "Quac!", "Série Ouro Disney" e "Anos de Ouro", ampliando a quantidade de publicações em banca, atingindo todos os bolsos e todos os públicos. Lançou ainda a revista em quadrinhos da "Margarida" e a do "Urtigão", cada uma para uma público específico.
Na década de 1990, organizou uma nova área na editora, a de livros infantis, onde teve a oportunidade de lançar várias coleções de livros e livros-brinquedo, que foram vendidos em diferentes canais de distribuição além das livrarias, como por mala-direta, em bancas de revistas e supermercados. Ainda na Abril, foi um dos roteiristas do “Sacarrolha” de Primaggio Mantovi, além de "Pererê", de Ziraldo.
Trabalhou ainda na Rio Gráfica e Editora na década de 1980, na área de Projetos Especiais. Como editor, participou da criação de diversos projetos patrocinados de marketing de relacionamento, como "Chocolândia", patrocinado pela Nestlé (e que ganhou o Top de Marketing da ADVB), "Os Bagunçauros", para Chicletes Adams, e "As Grandes Telenovelas da Globo", para a Unilever em parceria com a TV Globo.
Atualmente, cria projetos editoriais corporativos, faz traduções de livros e quadrinhos para diversas editoras e está escrevendo seus próprios livros, para lançamento em breve.